# 全光真
全光真（1981年6月30日—），韩国足球运动员。
全光真之前效力于K联赛球队城南一和天馬，2006年和2007年因服兵役加盟光州尚武，2008年回归城南一和，并以主力球员的身份随队夺得2010年亚足联冠军联赛冠军。
2011年1月，全光真转会加盟中超球队大连实德。但因伤只为大连实德出场3次，全光真于7月回到韩国，大连实德早就明确表示过全光真已被放弃。全光真长期在韩国接受康复治疗，大连实德没有和他谈解约的问题，之后全光主动和大连实德解约。隨后有媒体報導全光真因假球风波被韩国警方逮捕。韩国当地时间8月29日上午10:30，庆南-昌原地方法院针对K联赛假球案进行第三轮审判。全光真被判1年有期徒刑。